# Song Kang-ho
Dans ce nom coréen, le nom de famille, Song, précède le nom personnel.
Song Kang-ho (en coréen : 송강호) est un acteur sud-coréen, né le 17 janvier 1967 à Gimhae dans la Gyeongsang du Sud. Il est l'un des acteurs incontournables de la nouvelle vague du cinéma sud-coréen et également l’un des acteurs fétiches des réalisateurs Bong Joon-Ho et Kim Jee-woon.

## Biographie

### Jeunesse et formations
Song Kang-ho naît le 17 janvier 1967 à Gimhae, dans le Gyeongsang du Sud. Il fréquente le collège de Gimhae, d'où il sortira diplômé, puis le collège de Garak, à Séoul, où il se voit devenir acteur à sa deuxième année. À cette époque, il n'y avait que cinq Département de théâtre et cinéma en Corée du Sud. Malgré l'échec de son examen d'entrée, il s'inscrit finalement à l'université nationale du Gyeonsang à Pusan,.
Après son service militaire obligatoire, plutôt que de retourner à l'université, il se joint à une compagnie théâtrale, à Busan, à l'âge de 23 ans.

### Carrière théâtrale et cinématographique
L'expérience dans sa carrière de théâtre lui permet d'enrichir ses qualités bien que sa première scène date de 1991 avec la pièce Dongseung. Il refuse d'abord toutes les propositions des producteurs et réalisateurs, puis finit par accepter un petit rôle dans Le Jour où le cochon est tombé dans le puits de Hong Sang-soo, en 1996.
L'année suivante, après avoir joué l'un des sans-abris dans le film documentaire Bad Movie de Jang Sun-woo, il a acquis une notoriété culte pour sa performance dans le film No. 3 où il tient le rôle de Jo-pil, un gangster qui forme un groupe de jeunes recrues. Il remporte son premier prix du meilleur acteur dans un second rôle aux Blue Dragon Film Awards en 1997. Par la suite, il a tenu plusieurs seconds rôles avant sa percée pour le thriller Shiri de Kang Je-gyu dans le rôle du partenaire de l'agent secret de Han Suk-kyu, Lee Jang-gil.
En 2000, il continue sa percée avec son premier rôle principal dans le film Foul King, pour lequel il a fait la plupart de ses cascades. Mais c'est son rôle primé de nombreuses fois d'un sergent nord-coréen Oh Kyung-pil dans le film Joint Security Area qui le placera parmi les principaux acteurs de la Corée du Sud. Ensuite, il joue dans le film Sympathy for Mr. Vengeance de Park Chan-wook où il joue le père qui poursuit les ravisseurs de sa fille.
Deux ans plus tard, il joue dans le film YMCA Baseball Team sur la première équipe de baseball de Corée qui s'est formé au début du XXe siècle. L'année suivante, il a incarné un détective incompétent dans le film, Memories of Murder où il a été une nouvelle fois été acclamé par la critique.
En 2006, il est remis à l'honneur dans le film de science-fiction The Host de Bong Joon-ho. Le film a contribué à accroître la sensibilisation internationale sur le talent de Song Kang-ho et il a en effet été reconnu parmi les célébrités les plus connues d'Asie à la suite de sa nomination du meilleur acteur aux Asian Film Awards tenue à Hong Kong en mars 2007.

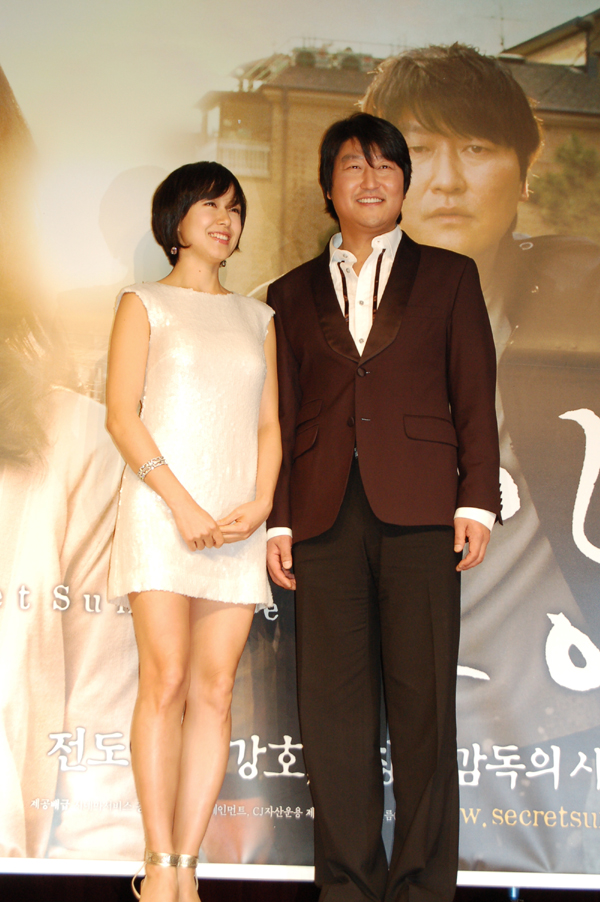
Song Kang-ho, à droite de l'actrice Jeon Do-yeon pour la conférence de presse du film Secret Sunshine, en 2007.

Il est réuni pour la quatrième fois avec le réalisateur Kim Jee-woon dans le film d'aventure Le Bon, la Brute et le Cinglé en prenant le rôle de Yun Tae-goo, le cinglé en 2008. Le film a été inspiré du film italien Le Bon, la Brute et le Truand de Sergio Leone.

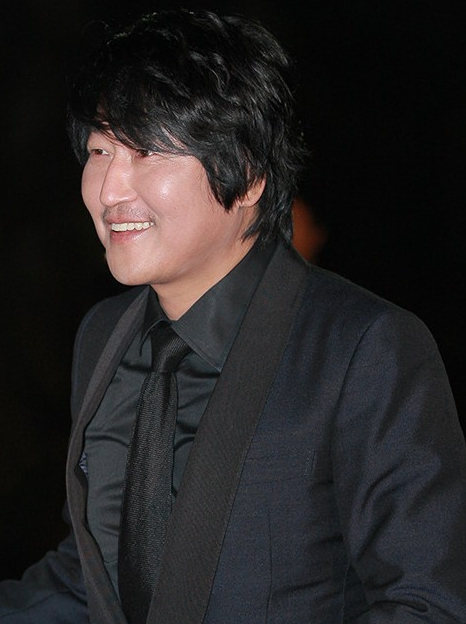
Song Kang-Ho en 2013.

En 2013, il tient le rôle de Namgoong Minsu dans le film d'action et de science-fiction, Snowpiercer, le Transperceneige, adapté du roman graphique français Le Transperceneige de Jacques Lob. Il joue aux côtés de Chris Evans, Tilda Swinton et Jamie Bell. Ensuite, il tient le rôle de Nae-gyeong, fils d'une famille noble déchu qui est capable de discerner la personnalité, l'état mental et les habitudes d'une personne en regardant son visage qui le fera impliquer dans une lutte de pouvoir entre le prince Sejo et le général Kim Jongseo dans le film Gwansang. Il a aussi interprété le rôle de Song Woo-suk dans le film dramatique The Attorney, inspiré de l'affaire Burim dans laquelle, vingt-deux étudiants, enseignants et les employés de bureau qui appartenait à un club de lecture ont été arrêtés sans mandat sur de fausses accusations qu'ils étaient des sympathisants de la Corée du Nord pendant le régime autoritaire de Chun Doo-hwan en 1981. Le scénario lui est venu de façon inattendue. Il avait d'abord refusé ce film qui se concentrait sur les jours en tant que procureur de l'ancien président Roh Moo-hyun et l'affaire Burim. Il pensait qu'il jouerait le défunt président encore controversé. Il a estimé qu'il n'était tout simplement pas prêt pour cela et une semaine plus tard, il a accepté de prendre le rôle,.
En 2019, il incarne Ki-taek, père d'une famille d'escroc dans Parasite, film qui sera récompensé d'une palme d'or au festival de Cannes et de l’oscar du meilleur film lors de la cérémonie des Oscars 2020.
Il reçoit de l'Excellence Award au Festival international du film de Locarno 2019.
En 2021, il est membre du jury au Festival de Cannes sous la présidence de Spike Lee.
En 2022, il est à l'affiche du film Les Bonnes Étoiles réalisé par le japonais Hirokazu Kore-eda. Sa performance lui vaut le prix d'interprétation masculine au Festival de Cannes.
Fin août 2022, en 32 ans de carrière, il participe à la télévision pour interpréter le rôle-titre dans sa première série télévisée Uncle Samsik, signée Shin Yeon-shick, en tant que scénariste et réalisateur, et diffusée entre mai et juin 2024 sur Disney+,.

### Vie personnelle
Song Kang-ho épouse Hwang Jang-sook en 1995 ; ils ont eu deux enfants, Song Jun-pyong (né en 1997) et Song Ju-yeon.

## Filmographie

### Longs métrages

#### Années 1990
- 1996 : Le Jour où le cochon est tombé dans le puits (돼지가 우물에 빠진 날) de Hong Sang-soo : Dong-seok
- 1997 : Green Fish (초록물고기) de Lee Chang-dong : Pan-soo
- 1997 : Timeless Bottomless Bad Movie (나쁜 영화) de Jang Sun-woo : le voyageur
- 1997 : No. 3 (넘버 3) de Song Neung-han : Jo-pil
- 1998 : The Quiet Family (조용한 가족) de Kim Jee-woon : Kang Young-min
- 1999 : Nom de code : Shiri (쉬리) de Kang Je-gyu : Lee Jang-gil

#### Années 2000
- 2000 : Foul King (반칙왕) de Kim Jee-woon : Dae-ho
- 2000 : JSA - Joint Security Area (공동경비구역 JSA) de Park Chan-wook : le sergent Oh Kyeong-pil
- 2002 : Sympathy for Mister Vengeance (복수는 나의 것) de Park Chan-wook : Park Dong-jin
- 2002 : YMCA Baseball Team (YMCA 야구단) de Kim Hyeon-seok : Lee Ho-chang
- 2003 : Memories of Murder (살인의 추억) de Bong Joon-ho : le détective Park Doo-Man
- 2004 : The President's Barber (효자동 이발사) de Lim Chan-sang de Seong Han-mo
- 2005 : Antarctic Journal (남극일기) de Yim Pil-sung : Choi Do-hyung
- 2005 : Lady Vengeance (친절한 금자씨) de Park Chan-wook : l'assassin no 1 (caméo)
- 2006 : The Host (괴물) de Bong Joon-ho : Park Gang-du
- 2007 : Uahan segye (우아한 세계) de Han Jae-rim : Kang In-goo
- 2007 : Secret Sunshine (밀양) de Lee Chang-dong : Kim Jong-chan
- 2008 : Le Bon, la Brute et le Cinglé (좋은 놈, 나쁜 놈, 이상한 놈) de Kim Jee-woon : Yeon Tae-goo, le cinglé
- 2009 : Thirst, ceci est mon sang (박쥐) de Park Chan-wook : Sang-hyeon, le prêtre-vampire

#### Années 2010
- 2010 : The Secret Reunion (의형제) de Jang Hoon : Lee Han-kyoo
- 2010 : A Little Pond (작은 연못) de Lee Sang-woo : l’officier de police
- 2011 : Hindsight (푸른 소금) de Lee Hyun-seung : Doo-heon
- 2012 : Morsures (하울링) de Yoo Ha : l’inspecteur Jo Sang
- 2013 : Snowpiercer, le Transperceneige (설국열차) de Bong Joon-ho : Nam-goong Min-soo
- 2013 : Gwansang (관상) de Han Jae-rim : Nae-gyeong
- 2013 : The Attorney (변호인) de Yang Woo-seok : Song Woo-seok
- 2014 : Sado (사도) de Lee Joon-ik : le roi Yeong-jo
- 2016 : The Age of Shadows (밀정) de Kim Jee-woon : Lee Jeong-chool
- 2017 : A Taxi Driver (택시 운전사) de Jang Hoon : Kim Man-seob
- 2018 : The Drug King (마약왕) de Woo Min-ho : Lee Doo-sam
- 2019 : Parasite (기생충) de Bong Joon-ho : Ki-taek
- 2019 : The King's Letters (나랏말싸미) de Jo Cheol-hyeon : Sejong le Grand

#### Années 2020
- 2021 : Défense d'atterrir (비상선언) de Han Jae-rim[18] : In-ho l'enquêteur
- 2022 : Les Bonnes Étoiles (브로커) de Hirokazu Kore-eda : Sang-hyeon
- 2022 : One Win (1승) de Shin Yeon-shick : Kim Woo-jin
- 2023 : Dans la toile (Geomijip, 거미집) de Kim Jee-woon : Kim

### Courts métrages
- 1998 : The Power of Love (사랑의 힘) de Kim Jee-woon : lui-même
- 2000 : Retrouvailles (동창회) de Choi Jin-ho : lui-même
- 2012 : Day Trip (청출어람) de Park Chan-kyong et Park Chan-wook : le professeur

### Doublage
- 2005 : Madagascar d'Eric Darnell et Tom McGrath : Alex, le lion (en version coréenne)

### Série télévisée
- 2024 : Uncle Samsik (삼식이 삼촌) : Park Doo-chil / oncle Samsik

## Distinctions

### Récompenses
- Blue Dragon Film Awards 1997 : Meilleur acteur dans un second rôle (No. 3)
- Women Viewers Film Awards 1997 : Meilleur acteur (Foul King)
- Pusan Film Critics Awards 2000 : Meilleur acteur (JSA - Joint Security Area)
- Festival du film asiatique de Deauville 2000 : Meilleur acteur (JSA - Joint Security Area)
- Grand Bell Awards 2001 : Meilleur acteur (JSA - Joint Security Area)
- Grand Bell Awards 2003 : Meilleur acteur (Memories of Murder)
- MBC Film Awards 2003 : Meilleur acteur (Memories of Murder)
- Asian Film Awards 2007 : Meilleur acteur (The Host)
- Korean Film Awards 2007 : Meilleur acteur (Secret Sunshine)
- Festival international du film de Palm Springs 2007 : Prix FIPRESCI du meilleur acteur (Secret Sunshine)
- Director's CUT Awards 2007 : Meilleur acteur (Secret Sunshine)
- Blue Dragon Film Awards 2007 : Meilleur acteur (The Show Must Go On)
- Korean Association of Film Critics Awards 2007 : Meilleur acteur (The Show Must Go On)
- Golden Cinematography Awards 2007 : Meilleur acteur (The Show Must Go On)
- Pusan Film Critics Awards 2007 : Meilleur acteur (The Show Must Go On)
- Festival international du film FanTasia 2007 : Meilleur acteur (The Show Must Go On)
- Director's CUT Awards 2013 : Meilleur acteur (Thirst, ceci est mon sang)
- Chunsa Film Art Awards 2013 : Meilleur acteur (Thirst, ceci est mon sang)
- KOFRA Film Awards 2013 : Meilleur acteur (Thirst, ceci est mon sang)
- Grand Bell Awards 2013 : Meilleur acteur (Gwansang)
- Festival de Cannes 2022 : Prix d'interprétation masculine (Les Bonnes Étoiles (브로커 - Beurokeo).

### Nominations
- Blue Dragon Film Awards 2004 : Meilleur acteur (The President's Barber)
- Blue Dragon Film Awards 2006 : Meilleur acteur (The Host)
- Grand Bell Awards 2007 : Meilleur acteur (The Host)
- Korean Film Awards 2007 : Meilleur acteur (The Show Must Go On)
- Asian Film Awards 2008 : Meilleur acteur (Secret Sunshine)
- Grand Bell Awards 2008 : Meilleur acteur (Secret Sunshine)
- Blue Dragon Film Awards 2008 : Meilleur acteur (Le Bon, la Brute et le Cinglé)

## Voix francophones
- Frédéric Souterelle[19] dans :
  - Antarctic Journal
  - The Secret Reunion
  - Hindsight
- Loïc Houdré[19] dans :
  - Parasite
  - Les Bonnes Étoiles

Et aussi
- Michel Dodane dans Memories of Murder
- Philippe Valmont dans The Host[19]
- Stéphane Ronchewski dans Le Bon, la Brute et le Cinglé
- Karim Barras (Belgique) dans Défense d'atterrir
- Boris Rehlinger dans Ça tourne à Séoul !